# Клирфилд (округ)
Округ Клирфилд (англ. Clearfield County) располагается в штате Пенсильвания, США. Официально образован 26 марта 1804 года. По состоянию на 2010 год, численность населения составляла 81 642 человека.

## География
По данным Бюро переписи США, общая площадь округа равняется 2988,863 км², из которых 2970,733 км² — суша и 23,0 км² (или 0,560 %) — водоёмы.

## Население
По данным переписи населения 2000 года в округе проживает 83 382 жителей в составе 32 785 домашних хозяйств и 22 916 семей. Плотность населения составляет 28,00 человек на км². На территории округа насчитывается 37 855 жилых строений, при плотности застройки около 13,00-ти строений на км². Расовый состав населения: белые — 97,40 %, афроамериканцы — 1,49 %, коренные американцы (индейцы) — 0,12 %, азиаты — 0,26 %, гавайцы — 0,01 %, представители других рас — 0,26 %, представители двух или более рас — 0,46 %. Испаноязычные составляли 0,56 % населения независимо от расы.
В составе 29,70 % из общего числа домашних хозяйств проживают дети в возрасте до 18 лет, 56,60 % домашних хозяйств представляют собой супружеские пары проживающие вместе, 9,30 % домашних хозяйств представляют собой одиноких женщин без супруга, 30,10 % домашних хозяйств не имеют отношения к семьям, 26,30 % домашних хозяйств состоят из одного человека, 13,10 % домашних хозяйств состоят из престарелых (65 лет и старше), проживающих в одиночестве. Средний размер домашнего хозяйства составляет 2,44 человека, и средний размер семьи 2,94 человека.
Возрастной состав округа: 22,70 % моложе 18 лет, 7,70 % от 18 до 24, 28,80 % от 25 до 44, 23,90 % от 45 до 64 и 23,90 % от 65 и старше. Средний возраст жителя округа 39 лет. На каждые 100 женщин приходится 99,50 мужчин. На каждые 100 женщин старше 18 лет приходится 97,50 мужчин.